# Dacryobolus
Dacryobolus Fr. (płaszczek) – rodzaj grzybów z rodziny Dacryobolaceae.

## Charakterystyka
Grzyby kortycjoidalne o bazydiokarpie rozproszonym, rozpostartym, przyrośniętym, błoniastym lub dość twardym. Hymenofor gładki, guzowaty lub zębaty, brzeg niezróżnicowany lub drobnowłóknisty. System strzępkowy monomityczny lub dimityczny, strzępki szkliste, cienkościenne lub nieco grubościenne, strzępki generatywne ze sprzążkami. Występują pseudocystydy i cystydy hymenialne. Podstawki cylindryczne lub nieco maczugowate, długie, wąskie, o części wierzchołkowej zwężonej przy sterygmach, cienkościenne, z 4-sterygmami i sprzążką u podstawy. Bazydiospory kiełbaskowate, gładkie, IKI-nieamyloidalne.
Dacryobolus charakteryzuje się długimi i wąskimi podstawkami, kiełbaskowatymi bazydiosporami i cystydami pochodzenia tramalnego, wyraźnie wystającymi ponad warstwą podstawek. Analiza molekularna przeprowadzona przez Bindera i in. w 2005 r. umieściła Dacryobolus w kladzie Antrodia, blisko innych rodzajów żagwiowców takich jak Antrodia, Auriporia, Amylocystis i Oligoporus.

## Systematyka i nazewnictwo
Pozycja w klasyfikacji według Index Fungorum: Dacryobolaceae, Polyporales, Incertae sedis, Agaricomycetes, Agaricomycotina, Basidiomycota, Fungi.
Synonimy naukowe: Gloeocystidium P. Karst.
Polską nazwę nadał Władysław Wojewoda w 1999 r.
Gatunki:
- Dacryobolus angiospermarum S.H. He 2018
- Dacryobolus costratus (Rehill & B.K. Bakshi) S.S. Rattan 1977
- Dacryobolus gracilis H.S. Yuan 2016
- Dacryobolus incarnatus Quél. 1885
- Dacryobolus karstenii (Bres.) Oberw. ex Parmasto 1968 – płaszczek gruzełkowany
- Dacryobolus montanus X.Z. Wan & H.S. Yuan 201
- Dacryobolus phalloides Manjón, Hjortstam & G. Moreno 1984
- Dacryobolus sudans (Alb. & Schwein.) Fr. 1849 – płaszczek ząbkowany

Nazwy naukowe na podstawie Index Fungorum. Nazwy polskie według Władysława Wojewody.